# Església Parroquial d'Alte
L'Església Parroquial d'Alte, també coneguda com de Nossa Senhora da Assunçâo, és un edifici situat en la freguesia d'Alte, del municipi de Loulé, al districte de Faro, a Portugal.
Aquest edifici degué ser fundat a finals del segle xiii com una capella particular dedicada a Nossa Senhora da Assunçâo, per l'orde de Dona Bona, per agrair el retorn del seu espòs, el segon Senyor d'Alte, de la Vuitena Croada. Fou remodelada en els segles XVI i XVIII. L'interior de l'església, a la qual s'accedeix per un portal d'estil manuelí, és format per tres naus separades per arcs sostinguts per columnes, amb una volta de l'època cinccentista revestida de taulellets blaus i blancs del segle xviii, i per talla d'estil barroc. Conté tres retaules: el de la capella de Nossa Senhora do Carmo en estil barroc, i els altres dedicats a Nossa Senhora do Rosário i sâo Francisco, rococó, una capella major, a sâo Sebastião, revestida amb taulellets policroms d'estil barroc, imatges de santa Teresa, del segle xvii, Nossa Senhora do Rosário i de santa Margarida, del segle XVIII, i una pila baptismal manuelina.